# Zamarłe echo
Zamarłe echo – polski film fabularny (dramat obyczajowy) z 1934 roku w reżyserii Adama Krzeptowskiego. Scenerią filmu były plenery tatrzańskie.

## Opis fabuły
Akcja filmu ogniskuje się wokół romansu, jaki połączył rannego turystę Stefana Relińskiego z opiekującą się nim góralką Marysią Liptowską. Wywołuje on gniew jej męża, Jaśka. Skutkiem zaistniałej sytuacji jest bójka w górach pomiędzy Stefanem a Jaśkiem, wskutek której góral spada w przepaść. Na wieść o śmierci męża, Marysia topi się w stawie. Targany wyrzutami sumienia Stefan anonimowo opiekuje się sierotami po Liptowskich - Jędrkiem i Hanką.

Po trzynastu latach w góry przyjeżdża Zbigniew, syn Stefana. Podczas górskiej wycieczki spotyka dorosłą już Hankę. Na Zamarłej Turni para zostaje zaskoczona przez burzę. Na ratunek wyruszają: TOPR oraz Stefan Reliński wraz z Jędrkiem, bratem Hanki. Młodzi zostają uratowani.

## Obsada
- Krystyna Ankwicz - Marysia Liptowska
- Stanisław Gąsienica-Sieczka - 2 role: Jasiek Liptowski, mąż Marysi; Jędrek Liptowski, syn Marysi i Jaśka
- Wacław Pawłowski - Stefan Reliński
- Maria Balcerkiewiczówna - Ewa
- Zbigniew Staniewicz - Zbigniew Reliński, syn Stefana
- Dzina Oleńska - Hanka Liptowska, córka Marysi i Jaśka
- Tadeusz Ordeyg - stary Szymon
- Tadeusz Müller - sezonowy amant
- Bronisław Orwicz - Józef, kum Szymona
- Stanisław Piaskowski - Antek
- Ewa Erwicz - Marylka, narzeczona Bila
- Mieczysław Bil-Bilażewski - turysta Bil, znajomy Zbigniewa Relińskiego